# Le prime immagini dell'anno nuovo
Le prime immagini dell'anno nuovo (New Year's Day) è un film del 1989 diretto da Henry Jaglom.

## Trama
Uno scrittore rientra da Los Angeles a New York e si trova coinvolto nelle vicende sentimentali di tre donne che avevano subaffittato il suo appartamento. 